# Китаев, Михаил Илларионович
Михаил Илларионович Китаев (1898-1987), советский хозяйственный, государственный и политический деятель.

## Биография
Родился в 1898 году в семье крестьянина, русский. Член ВКП(б) с 1939 года.
С 1918 года — на хозяйственной, общественной и политической работе. В 1918—1964 гг. — участник Гражданской войны, доброволец Орловско-Курилловского полка, работник железной дороги, на хозяйственных должностях в колхозе, председатель колхоза имени К. Е. Ворошилова, имени М. И. Калинина Новоузенского района Саратовской области , Дмитриевка, внес в фонд Красной Армии из своих личных сбережений 130 тыс. рублей., купил самолёт
Избирался депутатом Верховного Совета СССР 2-го, 3-го, 4-го и 5-го созывов (1946-1962).
Умер в 1987 году в Саратове. Захоронен в с. Дмитриевка, Новоузенского района.

## Награды
- орден Ленина
- орден Октябрьской Революции